# Diego Dubcovsky

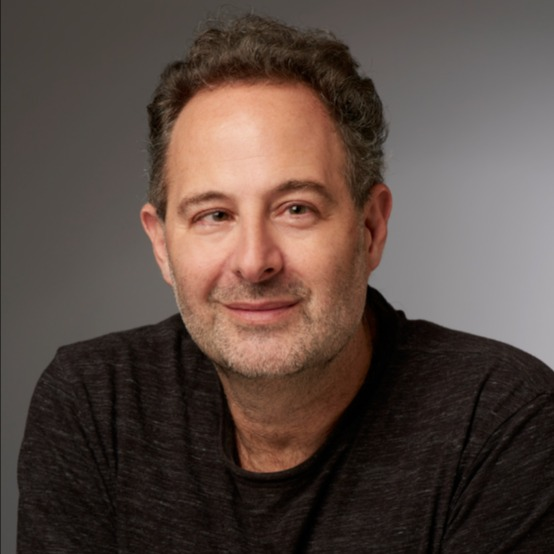
Diego Dubcovsky

Diego Dubcovsky (geboren in Buenos Aires) is een Argentijns filmproducent, productieleider en productieontwerper. Hij is vooral actief als producent voor Argentijnse films.
Samen met filmregisseur en scenarioschrijver Daniel Burman richtte hij in 1995 het bedrijf BD Cine (Burman and Dubcovsky Cine) op, een filmproductiebedrijf. 

## Filmografie
Producent
- Pájaros prohibidos (1995)
- Plaza de almas (1997)
- Ezeiza (1997) (kortfilm)
- Un Crisantemo Estalla en Cinco Esquinas (1998) (A Crysanthemum Bursts in Cincoesquinas)
- Los Libros y la noche (1999) (The Books and the Night)
- Río escondido (1999) (Hidden River)
- Garage Olimpo (1999)
- Todas Las Azafatas Van Al Cielo (2002) (Every Stewardess Goes to Heaven)
- Fuckland (2000) (F—kland)
- Esperando al Mesías (2000) (Waiting for the Messiah)
- Nadar solo (2003)
- 18-J (2004)
- El Abrazo Partido (2004) (Lost Embrace)
- Diarios de motocicleta (2004) (The Motorcycle Diaries)
- Como un avión estrellado (2005)
- Un Año sin amor (2005) (A Year Without Love)
- Mientras tanto (2006)
- Chicha tu madre (2006)
- Derecho de Familia (2006) (Family Law)
- Encarnación (2007)
- El nido vacío (2008)
- La buena vida (2008)
- Motivos para no enamorarse (2008)
- Música en espera (2009)
- Los santos sucios (2009)
- Por tu culpa (2010)
- Dos hermanos (2010)
- Vaquero (2011)
- La suerte en tus manos (2012)
- Masterplan (2012)
- ¿Alguien ha visto a Lupita? (2012)
- Tesis sobre un homicidio (2013)
- L'arbitro (2012)
- El misterio de la felicidad (2014)
- La tercera orilla (2014)
- Betibú (2014)
- Truman (2015)